# Paradorn Srichaphan
Paradorn Srichaphan (tiếng Thái: ภราดร ศรี ชา พันธุ์, sinh 14 tháng 6 năm 1979) (biệt hiệu là "Quả bóng") là 1 cựu vận động viên quần vợt chuyên nghiệp hàng đầu của Thái Lan. Anh chính là vận động viên quần vợt xếp hạng cao nhất của Thái Lan trong lịch sử môn quần vợt của nước này, ở thời kỳ đỉnh cao sự nghiệp, anh từng xếp hạng 9 thế giới, thứ hạng cao nhất đã được thiết lập nên bởi 1 tay vợt sinh ra tại Thái Lan. Ngoài quần vợt, anh còn táo bạo tham gia vào lĩnh vực điện ảnh với 1 vai diễn trong bộ phim Bang Rajan II thuộc thể loại phim hành động.

## Sự nghiệp
Srichaphan bắt đầu sự nghiệp thi đấu chuyên nghiệp ATP vào năm 1998. Lúc đầu thì anh vẫn còn vô danh và có thứ hạng thấp, sau đó thứ hạng của anh dần dần được cải thiện. Sau khi được vào chung kết một cách khá bất ngờ tại Hopman Cup 2000, đây là năm bản lề cho anh khi tiếp theo đó anh lọt vào top 30 sau khi đánh bại Andre Agassi tại giải Wimbledon. Năm 2003 anh được xếp hạng số 11 thế giới trong bảng xếp hạng của ATP.

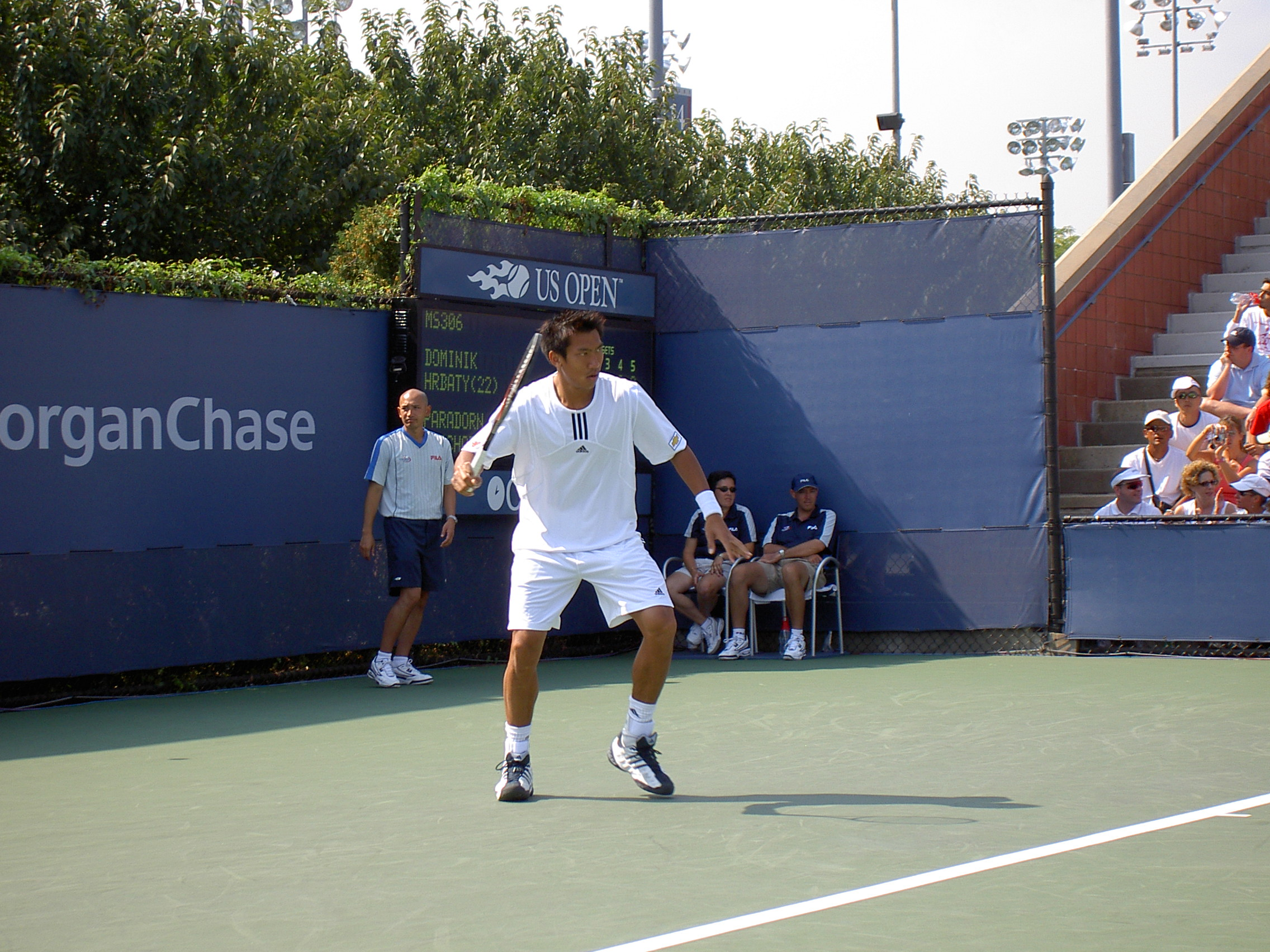
Srichaphan tại giải quần vợt Mỹ mở rộng năm 2004

Srichaphan trở lên nổi tiếp ở khắp châu Á, đặc biệt là ở Thái Lan. Srichaphan đã được ghi tên lá cờ của Thái Lan tại lễ khai mạc Thế vận hội Mùa hè 2004 tổ chức tại Athens, Hy Lạp.
Tại giải đấu năm 2006 ở Ấn Độ, Srichaphan vào đến bán kết và thua số tay vợt số 1 thế giới là Roger Federer trong hai set với tỷ số khá chênh lệch (6–2, 6–3).
Cũng trong năm 2006 tại Giải quần vợt Wimbledon, Srichaphan được xếp làm hạt giống số 29 nhưng đã gây thất vọng ở vòng đầu tiên khi thua Agustín Calleri sau 5 set. Từ đó sự nghiệp của anh càng xuống dốc.
Và sau 1 tai nạn nghiêm trọng (2 cánh tay đều bị gãy, đầu gối chấn thương nặng) trong cuộc đua xe đã khiến anh phải đưa ra quyết định nghỉ thi đấu (giã từ môn thể thao này).

## Gia đình
Sau khi từ giã môn quần vợt anh đã tổ chức hôn lễ đình đám với Natalie Glebova là Hoa hậu Hoàn vũ năm 2005, giới truyền thông Thái Lan mô tả là "sự kiện quốc gia Thái Lan".

## Chung kết ATP

### Đơn: 11 (5 danh hiệu, 6 á quân)
| Giải đấu                            |
| ----------------------------------- |
| Grand Slam Tournaments (0–0)        |
| ATP World Tour Finals (0–0)         |
| ATP Masters Series (0–0)            |
| ATP International Series Gold (0–2) |
| ATP International Series (5–4)      |

| Mặt sân       |
| ------------- |
| Cứng (4–6)    |
| Đất nện (0–0) |
| Cỏ (1–0)      |
| Thảm (0–0)    |

| Kiểu sân         |
| ---------------- |
| Ngoài trời (4–5) |
| Trong nhà (1–1)  |

| Kết quả | Thắng-Thua | Ngày          | Giải đấu                   | Cấp độ                    | Mặt sân  | Đối thủ            | Tỷ số                   |
| ------- | ---------- | ------------- | -------------------------- | ------------------------- | -------- | ------------------ | ----------------------- |
| Á quân  | 0–1        | Th1 năm 2002  | Chennai, Ấn Độ             | International Series      | Cứng     | Guillermo Cañas    | 4–6, 6–7(2–7)           |
| Á quân  | 0–2        | Th8 năm 2002  | Washington, Mỹ             | International Series Gold | Cứng     | James Blake        | 6–1, 6–7(5–7), 4–6      |
| Vô địch | 1–2        | Th8 năm 2002  | Long Island, Mỹ            | International Series      | Cứng     | Juan Ignacio Chela | 5–7, 6–2, 6–2           |
| Vô địch | 2–2        | Th10 năm 2002 | Stockholm, Thụy Điển       | International Series      | Cứng (i) | Marcelo Ríos       | 6–7(2–7), 6–0, 6–3, 6–2 |
| Vô địch | 3–2        | Th1 năm 2003  | Chennai, Ấn Độ             | International Series      | Cứng     | Karol Kučera       | 6–3, 6–1                |
| Á quân  | 3–3        | Th7 năm 2003  | Indianapolis, Mỹ           | International Series Gold | Cứng     | Andy Roddick       | 6–7(2–7), 4–6           |
| Vô địch | 4–3        | Th8 năm 2003  | Long Island, Mỹ            | International Series      | Cứng     | James Blake        | 6–2, 6–4                |
| Á quân  | 4–4        | Th1 năm 2004  | Chennai, Ấn Độ             | International Series      | Cứng     | Carlos Moyá        | 4–6, 6–3, 6–7(5–7)      |
| Vô địch | 5–4        | Th6 năm 2004  | Nottingham, Vương quốc Anh | International Series      | Cỏ       | Thomas Johansson   | 1–6, 7–6(7–4), 6–3      |
| Á quân  | 5–5        | Th1 năm 2005  | Chennai, Ấn Độ             | International Series      | Cứng     | Carlos Moyá        | 6–3, 4–6, 6–7(5–7)      |
| Á quân  | 5–6        | Th10 năm 2005 | Stockholm, Thụy Điển       | International Series      | Cứng (i) | James Blake        | 1–6, 6–7(6–8)           |